# Epicrates maurus
Epicrates maurus är en ormart som beskrevs av Gray 1849. Epicrates maurus ingår i släktet Epicrates och familjen boaormar.
Arten förekommer i Central- och Sydamerika från sydöstra Costa Rica till Colombia, Venezuela, regionen Guyana och till angränsande områden av Brasilien. Den hittas även på Trinidad och Tobago. Denna orm lever i låglandet och i bergstrakter upp till 1200 meter över havet. Epicrates maurus vistas i mera öppna landskap som savanner och öppna skogar. Den besöker ofta betesmarker, trädgårdar och trädodlingar. Honor lägger inga ägg utan föder levande ungar.
För beståndet är inga hot kända. IUCN listar arten som livskraftig (LC).

## Underarter
Arten delas in i följande underarter:
- E. m. maurus
- E. m. guyanensis
- E. m. colombianus